# Две ране
Две ране је трећи студијски албум српског фолк певача Жељка Шашића, издат 1996. године за ПГП РТС. На албуму је радио Драган Брајовић Браја, а издвојиле су се песме Метак, Магла и Не бацај руже мајко. За песму Метак снимљен је музички спот. На албуму се такође налази хит Очи пуне туге, дует са Драганом Мирковић. Омот за цд и касету је инспирисан чувеном фотографијом Марлона Бранда за филм Дивљак. Пратеће вокале певала је Ана Станић, а на неким песмама радио је и Драган Стојковић Босанац.

## Списак песама
Аутор(и) свих текстова: Драган Брајовић Браја осим 4 Костас Ксаридипломенос, 7 Стева Симеуновић, аутор(и) свих песама: Драган Брајовић Браја, осим 7, Стева Симеуновић и 10 Срђан Симић Камба.
| №   | Назив               | Трајање |  |
| 1.  | Две ране            |         |  |
| 2.  | Мала неваљала       |         |  |
| 3.  | Не бацај руже мајко |         |  |
| 4.  | Очи пуне туге       |         |  |
| 5.  | Метак               |         |  |
| 6.  | Магла               |         |  |
| 7.  | Неверница           |         |  |
| 8.  | Да је било среће    |         |  |
| 9.  | Нисам за тебе       |         |  |
| 10. | Све су исте         |         |  |